# Клопотовский, Арсений Павлович
Арсе́ний Па́влович Клопото́вский (29 августа 1924, Каменец-Подольский — 1 января 2013, Москва) — советский художник, художник кино, график. Заслуженный художник Российской Федерации (1997).

## Биография
Родился в Каменце-Подольском (ныне — Хмельницкая область, Украина) в семье художника-любителя. В последующем семья переезжала в Сибирь, затем в Казахскую ССР. В 1945—1946 годах работал на Алма-Атинской киностудии художественных и хроникальных фильмов, что предопределило поступление на художественный факультет во ВГИК, частично ещё остававшийся в эвакуации в Алма-Ате. С 1946 года учился в Москве. Темой для одной из курсовых работ была выбрана русская народная сказка «Садко», с тех пор сказочная тема оставалась ведущей в его творческом пути. По окончании института в 1952 году устроился на Киностудию имени М. Горького, начав работать художником комбинированных съёмок, со временем стал совмещать это с работой художника-постановщика.
В 1957 году на съёмках фильма «Новые похождения Кота в сапогах» произошло знакомство с Александром Роу, в результате которого сложился их творческий тандем, продолжавшийся до самой последней картины режиссёра-сказочника. 
Художники А. Клопотовский (с ним Роу сделал не один фильм) и А. Вагичев решили все декорации фильма на редкость изобретательно. Как и в прежних сказках Роу, здесь подлинная природа (в данном случае природа Крыма) сочетается с декорациями. И страшная башня Смерти и весь комплекс волшебного города Королевства кривых зеркал сделаны со вкусом и хорошей выдумкой. Это то фантастическое царство, которого ещё не было на экране, оно таинственно и в то же время вполне реально.
«Королевство кривых зеркал» (1963) стала первой картиной, где Клопотовский был художником-постановщиком (совместно с Александром Вагичевым), а также художником комбинированных съёмок. Выполненные им в большом количестве кадры с дорисовками убеждают в реалистичности вымышленного сказочного королевства.
Кроме фильмов участвовал в создании киножурналов «Ералаш» и «Фитиль».
Преподавал на художественном и операторском факультетах ВГИКа. Помимо кино занимался станковой живописью и книжной графикой. Автор иллюстраций к произведениям русских и советских писателей, русским народным и зарубежным сказкам, детским книгам о животных. В течение многих лет сотрудничал со студией «Диафильм».
 Находясь на пенсии, занимал активную позицию, высказывался в печати на важные общественные темы.
Член Союза кинематографистов СССР.
Скончался 1 января 2013 года в Москве.
Работы художника участвовали во многих выставках, в том числе после смерти художника.
 Один из рисунков А. Клопотовского на тему «Бегущей по волнам» А. Грина послужил основой для бронзовой скульптуры, установленной в 2021 году в Зеленоградске московскими скульпторами Василием Фильшиным и Евгением Юргенсоном.

## Фильмография
| 1954 | Об этом забывать нельзя          |           | зелёная ✓ |                                        |
| 1954 | Случай в тайге                   |           | зелёная ✓ | совместно с В. Никитченко              |
| 1955 | Земля и люди                     |           | зелёная ✓ | [ 17 ]                                 |
| 1955 | Чемпион мира                     |           | зелёная ✓ |                                        |
| 1956 | Авиценна                         |           | зелёная ✓ | [ 18 ]                                 |
| 1956 | За власть Советов                |           | зелёная ✓ |                                        |
| 1957 | Братья                           |           | зелёная ✓ |                                        |
| 1958 | Новые похождения Кота в сапогах  |           | зелёная ✓ | совместно с В. Васильевым              |
| 1959 | Марья-искусница                  |           | зелёная ✓ | совместно с В. Никитченко              |
| 1959 | Я был спутником Солнца           |           | зелёная ✓ | совместно с В. Никитченко              |
| 1960 | Леон Гаррос ищет друга           |           | зелёная ✓ |                                        |
| 1960 | Хрустальный башмачок             |           | зелёная ✓ |                                        |
| 1963 | Королевство кривых зеркал        | зелёная ✓ | зелёная ✓ | совместно с А. Вагичевым               |
| 1964 | Морозко                          | зелёная ✓ |           |                                        |
| 1966 | Женщины                          | зелёная ✓ |           |                                        |
| 1967 | Огонь, вода и… медные трубы      | зелёная ✓ |           |                                        |
| 1969 | Варвара-краса, длинная коса      | зелёная ✓ |           | совместно с А. Иващенко                |
| 1970 | Трое                             | зелёная ✓ |           |                                        |
| 1971 | Держись за облака                |           | зелёная ✓ | совместно с А. Крыловым, В. Никитченко |
| 1972 | Золотые рога                     | зелёная ✓ |           |                                        |
| 1975 | Честное волшебное                | зелёная ✓ |           |                                        |
| 1976 | Всё дело в брате                 | зелёная ✓ |           |                                        |
| 1978 | Замурованные в стекле            | зелёная ✓ |           | стереоскопический                      |
| 1979 | День свадьбы придётся уточнить   | зелёная ✓ |           |                                        |
| 1981 | Полоса везения / Визит — 1 фильм | зелёная ✓ |           | альманах «Молодость» № 5               |
| 1983 | Обещаю быть!                     | зелёная ✓ |           |                                        |
| 1984 | Солнце в кармане                 | зелёная ✓ |           | совместно с Е. Штапенко                |

## Книжные издания
- Морозко // Фильм-сказка / Авт. текста Е. Роу, Е. Добродеева. — М.: Бюро пропаганды советского киноискусства, 1981. — 19 с.
- Варвара Краса Длинная Коса // Фильм-сказка / Авт. текста Е. Роу, Е. Бартенева. — М.: Всесоюзное бюро пропаганды киноискусства, 1982. — 19 с.
- Королевство Кривых Зеркал / Авт. текста Е. Г. Роу. — М.: Всесоюзное бюро пропаганды киноискусства, 1985. — 20 с.
- Василиса Прекрасная // Фильм-сказка / Авт. текста Е. Роу. — М.: Всесоюзное бюро пропаганды киноискусства, 1987. — 19 с.
- Королевство Кривых Зеркал // Фильм-сказка / Перевод / Е. Г. Роу; Пер. Н. Лабзовской. — М.: Киноцентр, 1989. — 19 с.
- Морозко // Сказка по мотивам художественного фильма. — М.: Фламинго, 1992. — 19 с. — ISBN 5-7067-0002-8.
- Василиса Прекрасная // По мотивам одноимённого художественного фильма / Авт. текста Е. Г. Роу. — М.: Фламинго, 1993. — 20 с. — ISBN 5-7067-0004-4.
- Кащей Бессмертный // По мотивам одноимённого художественного фильма / Авт. текста Е. Г. Роу. — М.: Фламинго, 1993. — 19 с.
- По щучьему велению // По мотивам одноимённого художественного фильма / Авт. текста Е. Г. Роу. — М.: Фламинго, 1993. — 19 с. — ISBN 5-7067-0013-3.
- Снегурочка // Русская народная сказка. — М.: Фламинго, 1993. — 18 с. — ISBN 5-7067-0016-8.
- Варвара Краса Длинная Коса // По мотивам одноимённого художественного фильма / Авт. текста Е. Бартенева. — М.: Фламинго, 1994. — 19 с. — ISBN 5-7067-0004-4.
- Василиса Прекрасная // Русская народная сказка. — М.: Яблоко, 1996. — 19 с. — ISBN 5-7067-0405-8.
- Кащей Бессмертный // Русская народная сказка. — М.: Яблоко, 1996. — 19 с. — ISBN 5-7067-0402-3.
- Морозко // Русская народная сказка. — М.: Яблоко, 1996. — 19 с. — ISBN 5-7067-0404-X.
- По щучьему велению // Русская народная сказка. — М.: Яблоко, 1996. — 19 с. — ISBN 5-7067-0403-1.
- Снегурочка // Русская народная сказка. — М.: Яблоко, 1996. — 16 с. — ISBN 5-7067-0401-5.
- Карганова Е. Г. Без этого нельзя // Для семейного чтения. — М.: Яблоко, 1997. — 15 с. — ISBN 5-7067-0418-X.

## Почётные звания
- Медаль «За трудовое отличие» (3 сентября 1974) — за заслуги в развитии советской кинематографии и активное участие в коммунистическом воспитании трудящихся[22].
- Заслуженный художник Российской Федерации (25 августа 1997) — за заслуги в области искусства[23]

## Комментарии
1. ↑  «…художник Арсений Клопотовский, молодой красавец прибалтийского типа, в него все повально были влюблены» — из воспоминаний Людмилы Пшеничной, члена киногруппы «Случай в тайге» (1954)[3].
2. ↑  Арсений Клопотовский о московском памятнике Борису Ельцину — «Несмотря на то, что Ельцин был очень противоречивой фигурой, памятник ему, наверное, стоит поставить. Без сомнения, он сыграл большую роль в становлении нашего нового государства. Большим и громоздким памятник я бы не стал делать. Представляю его как бюст: качества человека можно прекрасно показать, изобразив крупным планом его лицо»[10].